# 357

## Decese
- dată necunoscută: Antonie cel Mare călugăr, ascet și eremit egiptean, întemeietor al monahismului (n. 251)
- dată necunoscută: Naucratie  (n. ?)